# ديفيد آبي
ديفيد آبي (11 ديسمبر 1941 - )  (بالإنجليزية: David Abbey)‏ هو لاعب كريكت بريطاني.

## وصلات خارجية
- ديفيد آبي على موقع إي آس بي آن كريك إنفو (الإنجليزية)